# المائدة (البرتغال)
المائدة أو (نقحرة: الميدا) هي قرية محصنة وبلدية في مقاطعة غوردة في البرتغال. بلغ عدد سكان البلدة 1300 نسمة (2011). بلغ عدد سكان البلدية 7242 في عام 2011، في مساحة 517.98 كيلومتر مربع (199.99 ميل2) .  تقع في وادي نهر Riba-Côa .